# Lelese, Hunedoara
Lelese (în maghiară: Lelesz, în germană: Lelsdorf) este satul de reședință al comunei cu același nume din județul Hunedoara, Transilvania, România.